# Tomàs Forteza
Tomás Forteza y Cortés (Palma de Mallorca, 13 de mayo de 1838-Palma de Mallorca, 21 de mayo de 1898) fue un filólogo, poeta y ensayista español

## Biografía
Nació el 13 de mayo de 1838. Discípulo de Marià Aguiló (colaboró con él en la compilación de canciones populares) y secretario del Ateneo Balear, colaboró en varias publicaciones periódicas (literarias, católicas e históricas). Era partidario del uso culto del catalán, en contraposición con las corrientes dialectalistas. Desde 1883 fue secretario de la Junta Provincial de Instrucción Pública de las Baleares. También fue maestro de Antoni Maria Alcover. El Ayuntamiento de Palma lo nombró hijo ilustre y le dedicó una calle. Era una persona de unas profundas convicciones católicas.
No empezó a escribir poesía hasta casi los treinta años. Fue proclamado mestre en Gay Saber a los Juegos Florales de Barcelona el 1873. Su obra poética fue reunida el 1902 en una edición póstuma titulada Poesías, prologada por Miquel Costa y Llobera. A su poesía  predominan los romances históricos, pero también la poesía amorosa y religiosa. Como filólogo se inició en 1874 con la publicación de Programa de ortografía castellana (para uso docente), y con La desinencia del plural femenino, el primero de sus trabajos de filología científica. En 1881 su Programa de gramática mallorquina fue premiado al certamen de Ferias y Fiestas de Palma, y en 1890 la Diputación Balear acordó subvencionar la edición de Gramática de la lengua catalana, que no se acabó de imprimir hasta 1915 (prologada por Antoni Maria Alcover); esta fue su gran obra que, por otro lado, dejó inacabada. Falleció en Palma de Mallorca el 21 de mayo de 1898.

## Gramática de la lengua catalana
En un principio, esta gramática fue redactada en 1881 según el método empírico, pero, poco después, Forteza decidió rehacerla inspirándose en las nuevas corrientes romanistas que venían de Alemania, sobre todo en la obra Grammatik der romanischen Sprachen de Friedrich Diez. Usando la metodología científica intentará demostrar que la lengua se rige por reglas fijas, constantes y incontrastables. Esta gramática está redactada en castellano y consta de cuatro partes: fonología (98 páginas), morfología (330 páginas y acabada por su hijo Francesc), sintaxis y ortografía.
Forteza murió en 1898, dejando sin terminar las partes correspondientes a la sintaxis y a la ortografía, pero, de todos modos, a la gramática publicada en 1915 se  añaden algunas notas sobre sintaxis y ortografía que Tomàs Forteza había ido elaborando a lo largo de su vida y, a continuación de estas notas, un apéndice que trata el uso de las letras h y r (artículo publicado el 1887 a la revista Museo Balear) y otro sobre el género de las palabras amor, color y olor.
Antoni Maria Alcover la considera una de las mejores gramáticas del catalán aunque encuentra algún defecto como, por ejemplo, su pobreza en la hora de reflejar las diferencias entre las diferentes variantes dialectales. Alcover también afirma que esta obra es un estudio fundamental de las leyes fónicas y morfológicas que rigen la forma y la constitución de la lengua catalana.
Por el gran interés que tiene en la historiografía lingüística catalana Maria-Pilar Perea la editó en dos volúmenes en 2008 y 2009.